# 中国驻约翰内斯堡总领事馆
中华人民共和国驻约翰内斯堡总领事馆，简称中国驻约翰内斯堡总领事馆，是中华人民共和国派驻南非约翰内斯堡的最高级别外交机构。领区包括豪登省（除茨瓦内市）和自由州省。